# دهستان ایرندگان
دهستان ایرندگان نام دهستانی در بخش ایرندگان شهرستان خاش، استان سیستان و بلوچستان در ایران است. براساس سرشماری مرکز آمار ایران در سال ۱۳۸۵، جمعیت آن ۴۲۳۲ نفر (۹۷۴ خانوار) بوده‌است.